# Stadshal (Gent)
De Stadshal van Gent is een grote, open luifelconstructie op het Emile Braunplein in het historische centrum van Gent. Het maakt deel uit van het KoBra-project, een groter stedenbouwkundig project in het Gentse centrum dat ontworpen is door het Gentse architectenbureau Robbrecht & Daem - Marie-José Van Hee architecten met een imposant houten dakbeschot van Carpentier.
De Stadshal maakt deel uit van het KoBra-project, een grondige heraanleg van enkele Gentse pleinen en openbare ruimtes in het historische centrum. Het omvat onder andere de heraanleg van de Korenmarkt en het Emile Braunplein. Het masterplan werd ontworpen door Robbrecht & Daem - Marie-José Van Hee architecten en de uitvoering ervan gebeurde tussen 2009 en 2012.

## Voorgeschiedenis
De grote pleinen in het centrum van Gent dateren pas uit de 20e eeuw, De bebouwing op deze plaats stond voordien dicht bijeen. De brede straten naast de drie torens in het centrum ontstonden pas tussen 1895 en 1913, na het Plan Zollikofer-De Vigne verderop van 1880-1888. Tegen de kerk stonden vroeger huizen gebouwd. Op de plaats van de Stadshal stond nog tot halfweg de 20e eeuw een bouwblok met huizen. Dit huizenblok is na 1960 gesloopt en er was een plan om daar een administratief centrum te bouwen. Uiteindelijk ging dat niet door en later kwam er een Administratief Centrum aan de Zuid.
Op de open ruimte van het gesloopte bouwblok is daarna een kleine halve eeuw lang een autoparking geweest.
Het plan van het stadsbestuur ten tijde van het mobiliteitsplan van 1997 was om de bovengrondse autoparking te vervangen door een ondergrondse parkeergarage, de Belfortparking. Dit plan is in 1997 echter weggestemd door de bevolking in een referendum.
In de 21e eeuw wilde men geen parkeergebouw meer pal in het centrum wegens het aanzuigend effect, en was er een architectuurwedstrijd om een andere invulling te geven aan dit Emile Braunplein.

## Ontwerp

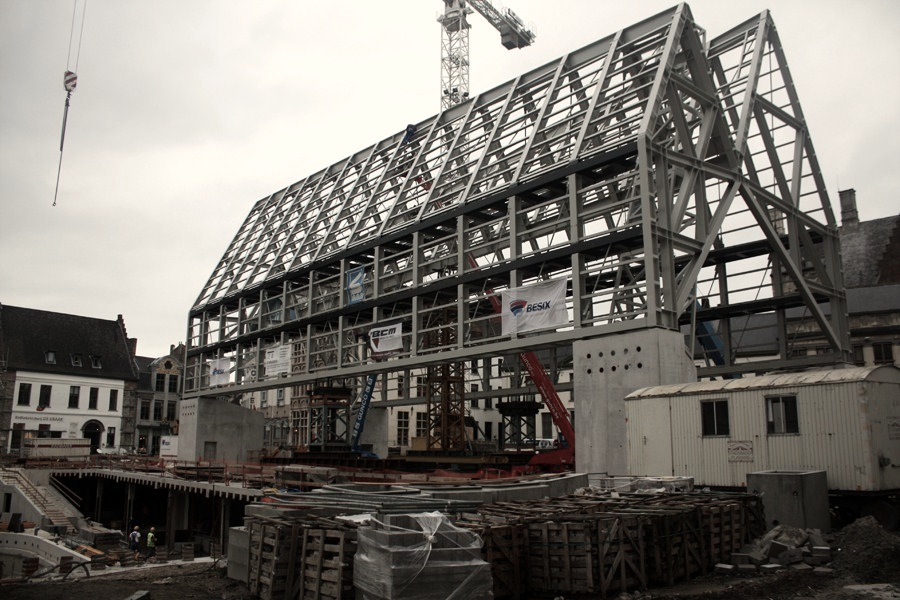
Het stalen ruwbouwskelet

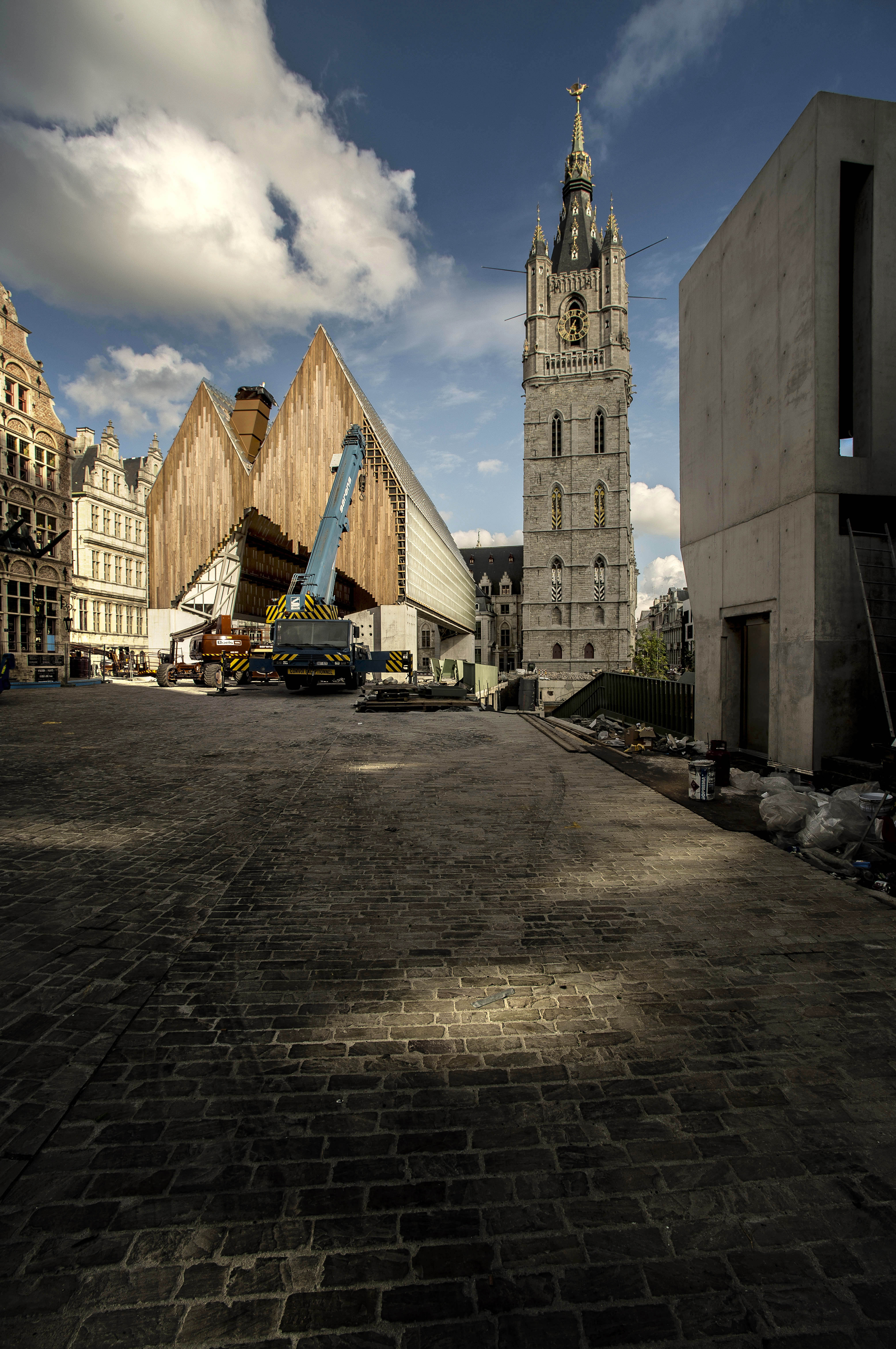
De Stadshal en het Belfort, augustus 2012

De hal overkapt een deel van de publieke ruimte tussen het nieuwe Emile Braunparkje en de Poeljemarkt naast het stadhuis van Gent. In een ondergrondse verdieping, onder de plek waar de hal staat, bevinden zich een brasserie, publiek sanitair, artiestenloges en een fietsenstalling voor zo'n 200 fietsen.
De overkapping bestaat uit een stalen constructie die op 4 betonnen sokkels rust, die 40 meter overspant. Deze sokkels bevatten 2 liften en leidingkokers naar de ondergrondse verdieping. De overkapping zelf is bedekt met een afwerking van Afrormosia-hout, dat na verloop van tijd zal vergrijzen. In het dak zitten 1 600 kleine raampjes, die zorgen voor een dynamische lichtinval. De architectuur ervan bevat verwijzingen naar de omliggende gebouwen, onder meer naar de ongelijke nokhoogtes van de daken van het schepenhuis van Gedele en de Lakenhal als een grote overdekte ruimte.
Toen de Stadshal gereedkwam in 2012 werd becijferd dat deze in totaal 3,7 miljoen euro gekost heeft.

## Klokke Roeland
Naast de Stadshal staat een betonnen sokkel waarin Klokke Roeland hangt - feitelijk de Grote Triomfante, een van de drie klokken die in 1659 uit de klokkespijs van de oorspronkelijke Klokke Roeland hergoten werden door klokkenmaker Pieter Hemony. De sokkel bevindt zich naast de sacristie van de Sint-Niklaaskerk en is gemaakt uit beton. Oorspronkelijk ging deze uit glas bestaan, maar nabije inwoners vreesden voor geluidsoverlast en daarom werd gekozen voor een betonnen versie. De sokkel bevat ook een lift naar de fietsenstalling op de ondergrondse verdieping.
Oorspronkelijk was het de bedoeling dat de Mathildisklok er in zou komen. Deze was gegoten om in de beiaard van het Belfort terecht te komen, maar door stabiliteitsproblemen met de toren (er vertonen zich barsten) zou de klok te zwaar zijn en te veel trillingen veroorzaken wanneer deze zou luiden. De sokkel was dus een soort compromis om de klok toch nog een plaats te geven.
De beiaardkring die de Mathildisklok financierde, stelde echter haar veto omdat zij vreesde dat als de klok in de sokkel terecht komt, zij nooit meer in het Belfort komt te hangen. Als vervanging werd voor Klokke Roeland geopteerd. Deze stond voor de werken ook al op het plein, op grondniveau.

## Kritiek en standpunt UNESCO
Het project, met in het bijzonder uiteraard de Stadshal zelf maar ook de betonnen kloksokkel, heeft geleid tot heel wat kritiek uit verschillende hoeken. Het project zou volgens sommigen wegens de moderne vormgeving niet passen in de historische omgeving. Ook het verdwijnen van het zicht op de Renaissancegevel van het Stadhuis (mogelijk sinds de afbraak van het huizenblok 50 jaar voordien), zorgde voor enige controverse. 
UNESCO liet weten te betreuren dat zij niet om raad gevraagd zijn voor deze ingrijpende verandering in een historische omgeving, waarbij het uitzicht op het Belfort fundamenteel gewijzigd wordt. Dat dit niet zo had moeten lopen erkende ook het Vlaams Parlement, hetgeen resulteerde in een excuusbrief namens het parlement aan het adres van de UNESCO In latere persberichten stelde de erfgoedinstelling echter dat de uitzonderlijke universele waarde van het belfort en zijn omgeving niet geschonden is, hierbij verwijzend naar het voorafgaand onderzoek en naar de historische context die in de motivering werd geschetst.